# Подол (деталь одежды)

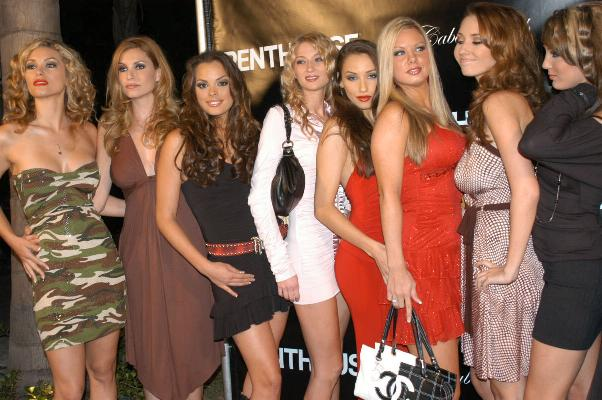
Манекенщицы в платьях с различными подолами.

Подо́л, или пола́ — нижняя часть юбки, платья, пальто и любой другой верхней одежды длиной ниже колен, а также нижний край полотнища. Термин применим как к женской, так и к мужской одежде.

## Классификация
- по форме:
  - симметричный и асимметричный
  - узкий и широкий (изящная игра с широким подолом платья — неотъемлемая часть танца фламенко, цыганского танца, а также танца кан-кан)
  - короткий и длинный (самую длинную разновидность подола платья называют шлейфом)
  - со складками и прямой
- по отделке:
  - с меховой оторочкой
  - в различных национальных костюмах отделка варьируется от лент и аппликаций (например, у башкир) до монет (например, хваршины)
- по типу ткани:
  - например, подол пальто, выполненный из кожи

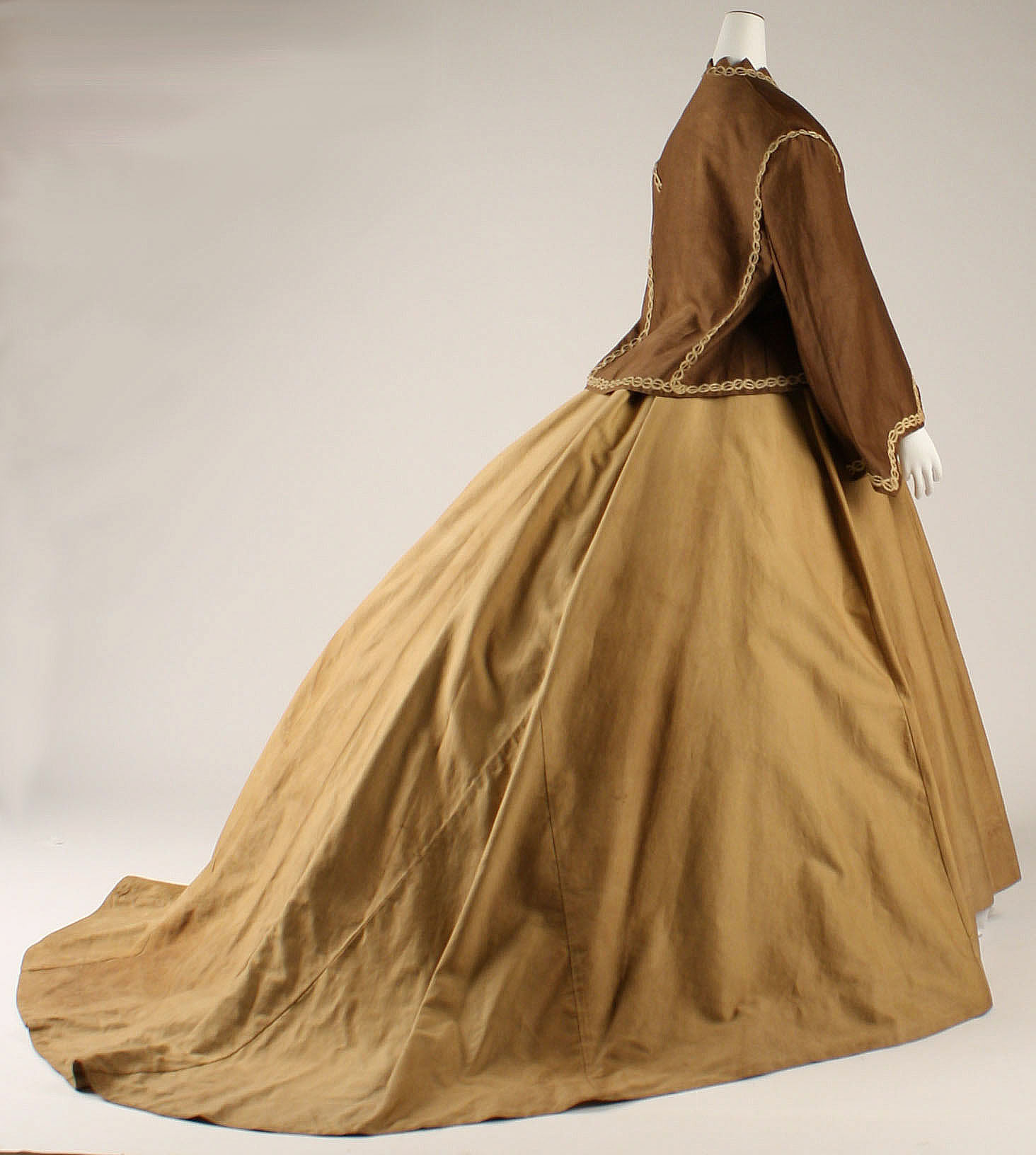
Платье с длинным подолом и шлейфом
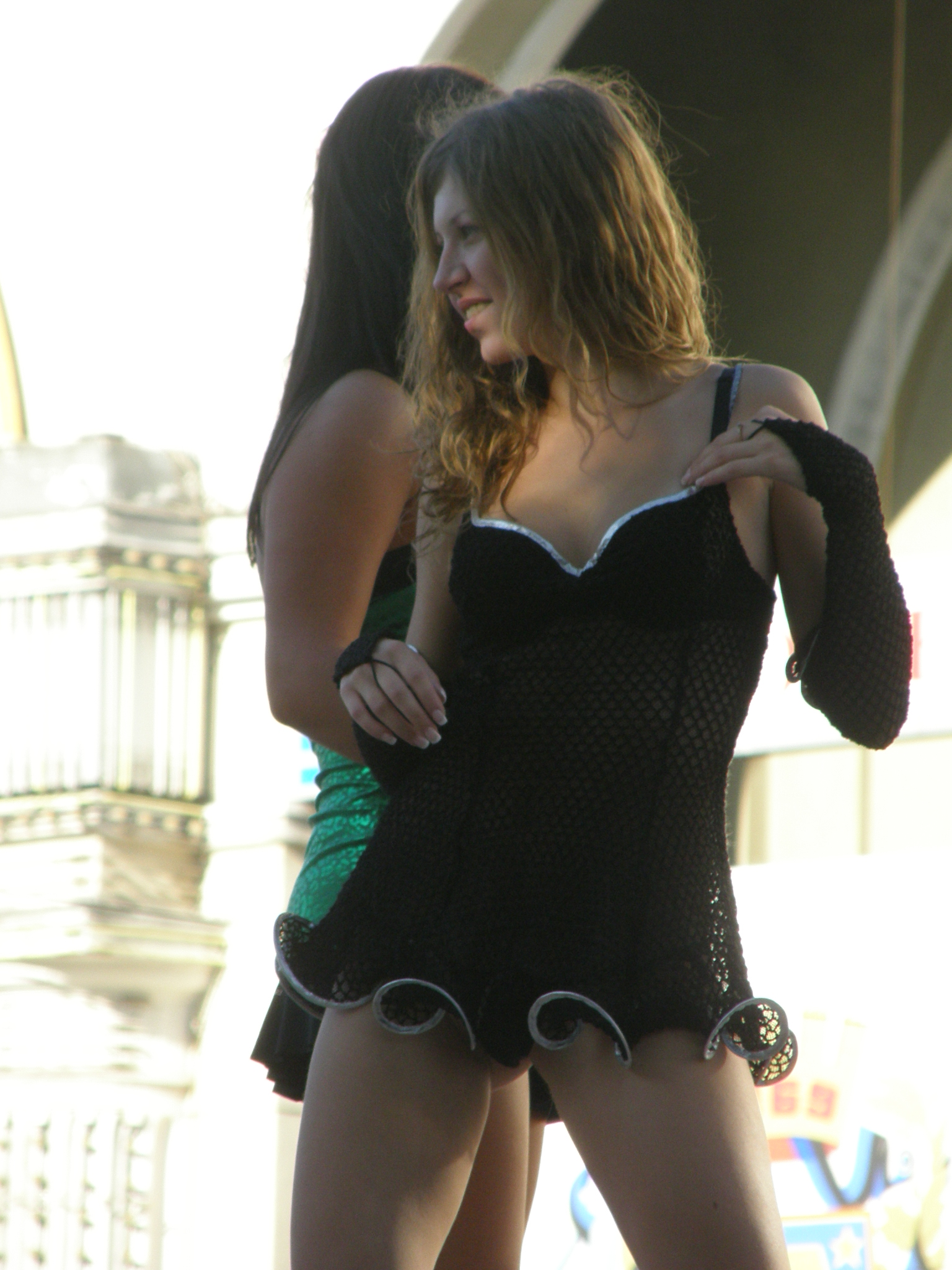
Платье с коротким подолом
Динамика длины подола в период с 1805 по 2005 год
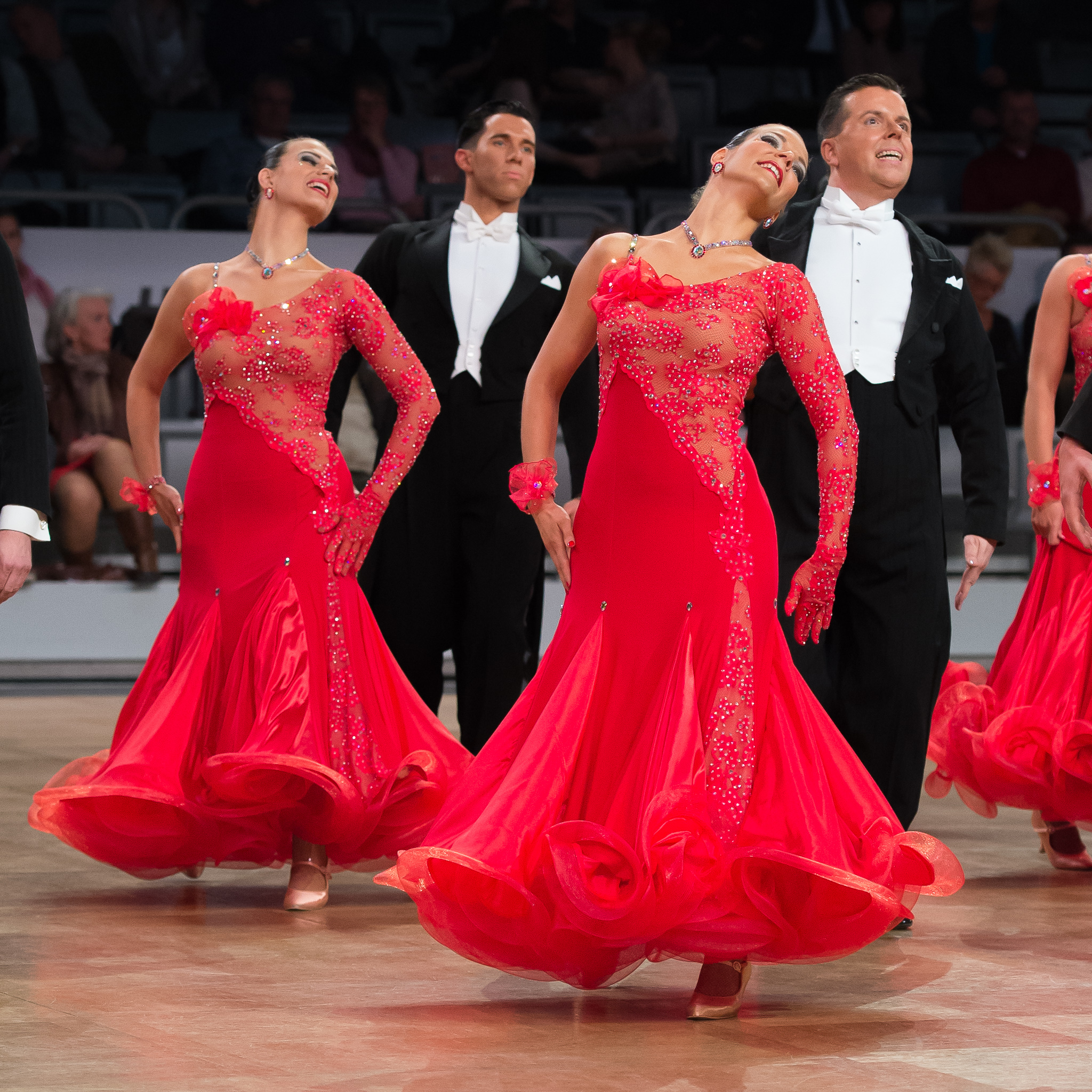
Платье с широким подолом
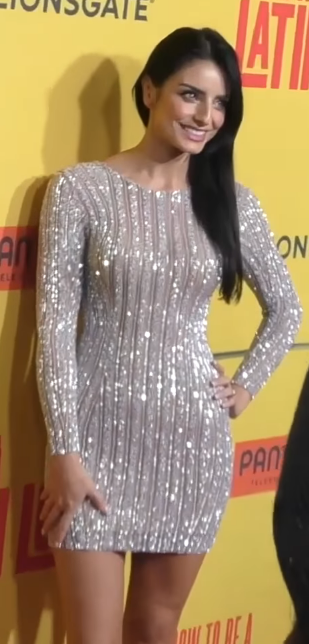
Платье с узким подолом

## Этимология
Подол — по долу, близко к долу, то есть низко. Кроме того, подол, подолье — вообще низкое, низменное место, низменность.

## Подол в истории
Некоторые разновидности кольчуги были с подолом. Например, на ковре из Байё, изображающий битву при Гастингсе (1066 год), — войны в хауберках длиной до колена и с разрезами на подоле.